# Тайванська енергетична компанія
Тайванська енергетична компанія (кит.: 台灣電力公司; піньїнь: Táiwān Diànlì Gōngsī, Taipower;  кит.: 台電; піньїнь: táidiàn) є державною електроенергетикою, що постачає електроенергію на Тайвань і прибережні острови Республіки Китай.

## Історія
Taipower було засновано 1 травня 1946 року. Його походження можна простежити до 1919 року, коли під час японського колоніального правління було засновано державу Тайвань.
У 1994 році захід, який дозволив незалежним виробникам електроенергії (IPP) забезпечувати до 20 відсотків електроенергії Тайваню, мав покласти край монополії. 1 жовтня 2012 року Taipower об’єдналася з Тайваньською водною корпорацією для надання міжвідомчих інтегрованих послуг під назвою Water and Power Associated Service, яка приймає сумарні транзакції між двома комунальними підприємствами. 11 жовтня 2012 року Економічний комітет законодавчого юаня скоротив бюджет Taipower на закупівлю електроенергії в IPP.
У липні 2015 року виконавчий юань схвалив поправки до Закону про електроенергетику, запропоновані Міністерством економіки, які розділять Taipower на дві окремі бізнес-групи протягом наступних п’яти-дев’яти років: компанію з виробництва електроенергії та компанію, що займається електромережами. Заходи були вжиті для підвищення ефективності всередині компанії та заохочення позитивної конкуренції в галузі.

## Операції
Taipower управляє всіма двома діючими атомними електростанціями Тайваню. Вона також управляє вугільними електростанціями, але їх планується закрити на користь газових турбін.

### Фінанси
Станом на 2019 рік Taipower є єдиною тайваньською державною компанією, яка втрачає гроші, повідомивши про збиток у розмірі 29,7 мільярдів нових тайваньських доларів (955 мільйонів доларів США) протягом перших шести місяців 2019 року, що на 5,7 мільярдів доларів менше порівняно з тим самим періодом 2019 року. 2018. Компанія пояснила це зростанням цін на пальне та різноманітними заходами проти забруднення навколишнього середовища, які збільшили витрати на виробництво енергії.

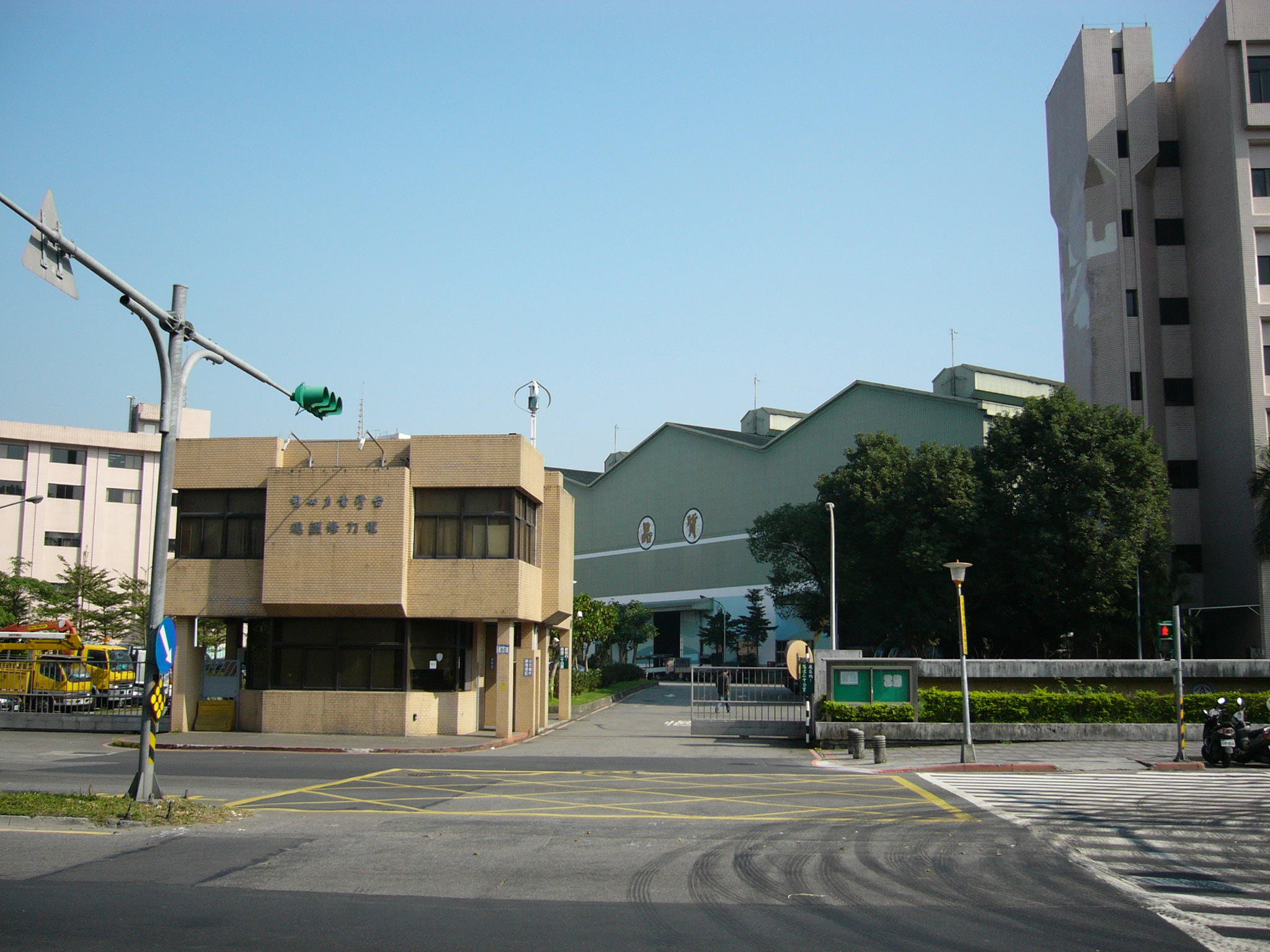
Відділ технічного обслуговування

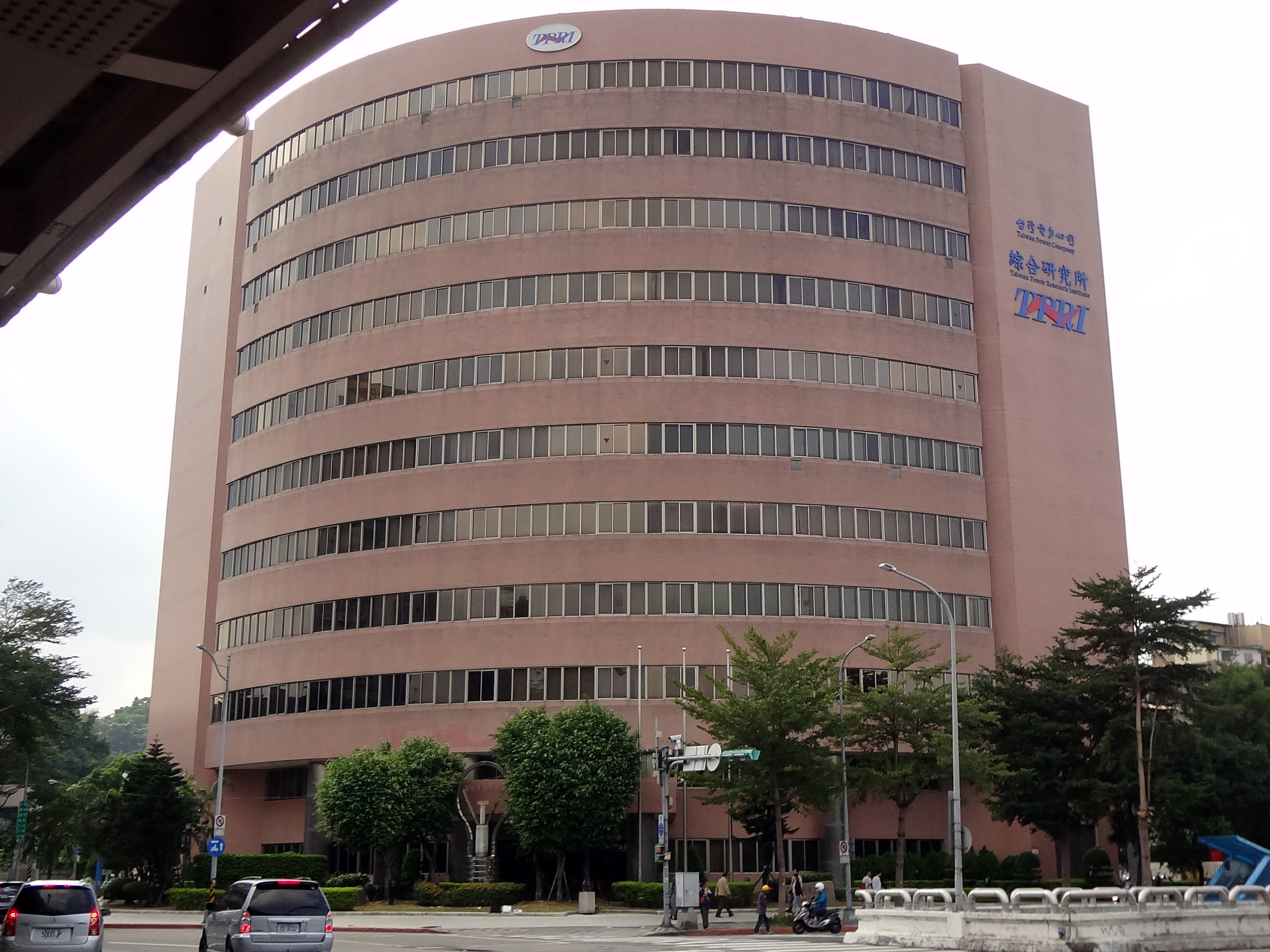
Тайванський науково-дослідний інститут енергетики

## Організаційна структура
- Тайванський науково-дослідний інститут енергетики
- комітети
- Департамент ядерних і викопних енергетичних проектів
- Юридична служба
- Новий офіс розвитку бізнесу
- Відділ етики державної служби
- Відділ кадрів
- Кафедра бухгалтерського обліку
- Департамент промислової безпеки
- Відділ зв'язків з громадськістю
- Департамент охорони навколишнього середовища
- Кафедра інформаційного менеджменту
- Департамент будівництва
- Департамент розвитку енергетики
- Департамент фінансів
- Відділ матеріалів
- Відділ палив
- Відділ системних операцій
- Відділ корпоративного планування
- Секретаріат
- Відділ дистрибуції та обслуговування
- Відділ системи передачі
- Відділ ядерної енергетики
- Відділ виробництва електроенергії[6]

## Будівля штабу
Штаб-квартира Taipower розташована в 27-поверховій будівлі в районі Чжунчжен, Тайбей. Будівля, яка була завершена в 1983 році, стала найвищою будівлею в Тайвані і першою будівлею, висота якої перевищила 100 метрів.